# 平成令和の森スポーツ公園
平成令和の森スポーツ公園（へいせいれいわのもりスポーツこうえん）は、大分県宇佐市院内町にある複合型スポーツ施設。

## 歴史
宇佐市平成令和の森スポーツ公園は、平成から令和へと元号が変わる際に平成の森公園から現在の名称へと変更された。副城の城跡も同公園内に存在し、隠れた観光スポットとなっている。

## 概要
宇佐市が設置した複合型スポーツ施設である。同公園内には体育館や陸上トラック、野球場、テニスコート、クロスカントリーコース、サッカー場、憩いの場である石橋広場などがある。また、副城の城跡も存在し付近に展望台もある。現在は公益財団法人である、宇佐市施設管理公社が運営を行っている。

## リンク
- 平成令和の森スポーツ公園
- 宇佐市役所

座標: 北緯33度25分6.8秒 東経131度19分21.1秒 / 北緯33.418556度 東経131.322528度